# Europe Hebdo
 (avril 2025).
Motif : Ni source ni développement depuis 15 ans
- Archive Wikiwix
- Bing
- Cairn
- DuckDuckGo
- E. Universalis
- Gallica
- Google
- G. Books
- G. News
- G. Scholar
- Persée
- Qwant
- (zh) Baidu
- (ru) Yandex
- (wd) trouver des œuvres sur Wikidata

| 1. | Préciser le motif de la pose du bandeau. | Précisez le motif de la pose du bandeau en utilisant la syntaxe suivante : {{admissibilité à vérifier\|date=avril 2025\|motif=remplacez ce texte par le motif}}                   |
| 2. | Informer les utilisateurs concernés.     | Pensez à avertir le créateur de l'article, par exemple, en insérant le code ci-dessous sur sa page de discussion : {{subst:avertissement admissibilité à vérifier\|Europe Hebdo}} |

 (mai 2023).
Si vous disposez d'ouvrages ou d'articles de référence ou si vous connaissez des sites web de qualité traitant du thème abordé ici, merci de compléter l'article en donnant les références utiles à sa vérifiabilité et en les liant à la section « Notes et références ».
Europe Hebdo est une émission de télévision hebdomadaire diffusée sur LCP, Public Sénat, et La Trois. Elle est présentée par François Beaudonnet, Kathia Gilder, Nora Hamadi et Ahmed Tazir.
Elle est enregistrée au parlement européen à Bruxelles et à Strasbourg. C'est la seule émission de télévision de la TNT française traitant des affaires européennes.